# 披针叶蔓龙胆
披针叶蔓龙胆（学名：Crawfurdia delavayi）为龙胆科蔓龙胆属下的一个种。

## 扩展阅读
- 維基物種上的相關：披针叶蔓龙胆